# Embrace (Armin van Buuren)
Embrace is het zesde studioalbum van de Nederlandse tranceartiest en dj Armin van Buuren. Het album werd uitgebracht op 29 oktober 2015 en telt 15 nummers.
Er zijn acht nummers van het album uitgebracht als single.
In Nederland bereikte het de eerste plek in de Album Top 100.

## Nummers
Het album bevat de volgende nummers:
| 1.                   | Embrace                  | Eric Vloeimans  | 7:36 |
| 2.                   | Another You              | Mr. Probz       | 3:10 |
| 3.                   | Strong Ones              | Cimo Fränkel    | 3:08 |
| 4.                   | Make It Right            | Angel Taylor    | 5:41 |
| 5.                   | Face of Summer           | Sarah Decourcy  | 6:38 |
| 6.                   | Heading Up High          | Kensington      | 3:52 |
| 7.                   | Gotta Be Love            | Lyrica Anderson | 6:41 |
| 8.                   | Hands to Heaven          | Rock Mafia      | 6:02 |
| 9.                   | Caught in the Slipstream | BullySongs      | 5:07 |
| 10.                  | Embargo                  | Cosmic Gate     | 5:19 |
| 11.                  | Freefall                 | BullySongs      | 3:19 |
| 12.                  | Indestructible           | DBX             | 3:16 |
| 13.                  | Old Skool                |                 | 3:56 |
| 14.                  | Off the Hook             | Hardwell        | 5:44 |
| 15.                  | Looking for Your Name    | Gavin DeGraw    | 4:53 |
| Totale duur: 1:14:28 |                          |                 |      |

## Medewerkers
- Armin van Buuren – componist, producent
- Robbert van de Corput, Benno de Goeij, Joacim Persson, Sebastian Thott, Claus Terhoeven, Kensington, Joacim Persson, Steve Hammons - producenten
- Lyrica Anderson, Mr. Probz, Cimo Fränkel, Angel Taylor, Sarah Decourcy - vocalisten